# Meredith McGrath
Meredith McGrath (ur. 28 kwietnia 1971) – amerykańska tenisistka, mistrzyni wielkoszlemowego US Open 1995 w grze mieszanej.

## Kariera tenisowa
22 lipca 1996 roku zajmowała osiemnaste miejsce w klasyfikacji tenisistek gry pojedynczej. Miało to miejsce po przedostatnim w jej karierze stracie wielkoszlemowym, a ostatnim w Londynie, kiedy to na kortach Queen's Clubu dokonała największego sukcesu w karierze singlistki, osiągając półfinał tegoż turnieju. Trzy lata wcześniej doszła tu do czwartej rundy. Właśnie w Londynie święciła największe sukcesy wielkoszlemowe w grze pojedynczej. Wygrała trzy turnieje WTA w singlu, a najwyższy z nich był turniejem drugiej kategorii – Eastbourne.
Odniosła dwadzieścia pięć zwycięstw turniejowych w grze podwójnej. Najważniejsze to turniej pierwszej kategorii w Montrealu w 1994 roku razem z Arantxą Sánchez Vicario oraz turniej w Berlinie w 1996 roku razem z Łarysą Neiland. Jako deblistka była piątą rakietą świata.
Nigdy nie zdobyła mistrzostwa wielkoszlemowego w grze pojedynczej i podwójnej, choć za każdym razem brakowało jej deblowi seta do tego sukcesu. W 1994 roku była w finale w Melbourne z Patty Fendick, ale amerykański debel miał małe szanse z dominującą parą świata Gigi Fernández–Natalla Zwierawa. Finał Wimbledonu w 1996 roku z Łarysą Neiland przegrały z Martiną Hingis i Janą Novotną. W 1995 roku, wspólnie z Łarysą Neiland, w finale turnieju w Moskwie pokonała Annę Kurnikową i Aleksandrę Olszę.
Jedyny triumf wielkoszlemowy odniosła w grze mieszanej. W finale US Open 1995, wspólnie z Mattem Luceną, pokonała Gigi Fernández i Cyrila Suka 6:4, 6:4.
Reprezentantka USA w Pucharze Federacji.

## Historia występów wielkoszlemowych
Legenda
     W, wygrany turniej
     F, przegrana w finale
     SF, przegrana w półfinale
     QF, przegrana w ćwierćfinale
     xR, przegrana w x rundzie
     A, brak startu
     NH, turniej się nie odbył

### Występy w grze pojedynczej
| Australian Open        | A   | A  | A  | A   | A | A  | 2R | 1R | 1R | A | 1R  | 0 / 4  | 1-4   |  |  |  |  |  |  |  |  |  |  |  |  |  |
| French Open            | A   | 1R | A  | 1R  | A | A  | 1R | 2R | 1R | A | A   | 0 / 5  | 1-5   |  |  |  |  |  |  |  |  |  |  |  |  |  |
| Wimbledon              | A   | 1R | 2R | A   | A | 4R | 3R | 1R | SF | A | A   | 0 / 6  | 11-6  |  |  |  |  |  |  |  |  |  |  |  |  |  |
| US Open                | A   | 1R | 1R | A   | A | 2R | 2R | 1R | A  | A | A   | 0 / 5  | 2-5   |  |  |  |  |  |  |  |  |  |  |  |  |  |
|                        |     |    |    |     |   |    |    |    |    |   |     |        |       |  |  |  |  |  |  |  |  |  |  |  |  |  |
| Ranking na koniec roku | 388 | 93 | 28 | 162 |   | 66 | 39 | 61 | 26 |   | 312 | 0 / 20 | 15-20 |  |  |  |  |  |  |  |  |  |  |  |  |  |

### Występy w grze podwójnej
| Australian Open        | A   | A  | A  | A  | A | A  | F  | 3R | SF | A   | 1R  | 0 / 4  | 11–4  |  |  |  |  |  |  |  |  |  |  |  |  |  |
| French Open            | A   | A  | A  | QF | A | 1R | 3R | 3R | SF | A   | A   | 0 / 5  | 11–5  |  |  |  |  |  |  |  |  |  |  |  |  |  |
| Wimbledon              | A   | 1R | 2R | A  | A | 2R | 3R | SF | F  | A   | A   | 0 / 6  | 13–6  |  |  |  |  |  |  |  |  |  |  |  |  |  |
| US Open                | 1R  | 2R | 1R | A  | A | 3R | QF | 3R | A  | A   | A   | 0 / 6  | 8–6   |  |  |  |  |  |  |  |  |  |  |  |  |  |
|                        |     |    |    |    |   |    |    |    |    |     |     |        |       |  |  |  |  |  |  |  |  |  |  |  |  |  |
| Ranking na koniec roku | 400 | 33 | 16 | 35 |   | 23 | 6  | 7  | 8  | 109 | 120 | 0 / 21 | 43–21 |  |  |  |  |  |  |  |  |  |  |  |  |  |

### Występy w grze mieszanej
| Australian Open | A  | A  | A  | A  | A | A  | 2R | 1R | QF | A | 1R | 0 / 4  |  |  |  |  |  |  |  |  |  |  |  |  |  |  |
| French Open     | A  | A  | A  | 3R | A | 2R | SF | 2R | 3R | A | A  | 0 / 5  |  |  |  |  |  |  |  |  |  |  |  |  |  |  |
| Wimbledon       | A  | 1R | 2R | A  | A | 3R | QF | 1R | 2R | A | A  | 0 / 6  |  |  |  |  |  |  |  |  |  |  |  |  |  |  |
| US Open         | QF | F  | SF | A  | A | 2R | QF | W  | A  | A | A  | 1 / 6  |  |  |  |  |  |  |  |  |  |  |  |  |  |  |
|                 |    |    |    |    |   |    |    |    |    |   |    |        |  |  |  |  |  |  |  |  |  |  |  |  |  |  |
|                 |    |    |    |    |   |    |    |    |    |   |    | 1 / 21 |  |  |  |  |  |  |  |  |  |  |  |  |  |  |

## Finały turniejów WTA
| Legenda                   | Legenda |
| ------------------------- | ------- |
| Wielki Szlem              |         |
| Igrzyska olimpijskie      |         |
| WTA Tour Championships    |         |
| WTA Doubles Championships |         |
| 1988 – 2008               |         |
| Kategoria I               |         |
| Kategoria II              |         |
| Kategoria III             |         |
| Kategoria IV              |         |
| Kategoria V               |         |

### Gra pojedyncza 3 (3-0)
| Końcowy wynik | Nr | Data            | Turniej    | Nawierzchnia | Przeciwniczka    | Wynik finału   |
| ------------- | -- | --------------- | ---------- | ------------ | ---------------- | -------------- |
| Zwyciężczyni  | 1. | 20 lutego 1994  | Oklahoma   | Twarda       | Brenda Schultz   | 7:6(6), 7:6(4) |
| Zwyciężczyni  | 2. | 19 czerwca 1994 | Eastbourne | Trawiasta    | Linda Wild       | 6:2, 6:4       |
| Zwyciężczyni  | 3. | 16 czerwca 1996 | Birmingham | Trawiasta    | Nathalie Tauziat | 2:6, 6:4, 6:4  |

### Gra mieszana 2 (1-1)
| Końcowy wynik | Nr | Data            | Turniej | Nawierzchnia | Partner     | Przeciwnicy               | Wynik finału  |
| ------------- | -- | --------------- | ------- | ------------ | ----------- | ------------------------- | ------------- |
| Finalistka    | 1. | 9 września 1989 | US Open | Twarda       | Rick Leach  | Robin White Shelby Cannon | 6:3, 2:6, 5:7 |
| Zwyciężczyni  | 1. | 9 września 1995 | US Open | Twarda       | Matt Lucena | Gigi Fernández Cyril Suk  | 6:4, 6:4      |

## Finały turniejów rangi ITF
| turnieje z pulą nagród 100 000 $ |
| turnieje z pulą nagród 75 000 $  |
| turnieje z pulą nagród 50 000 $  |
| turnieje z pulą nagród 25 000 $  |
| turnieje z pulą nagród 15 000 $  |
| turnieje z pulą nagród 10 000 $  |

### Gra pojedyncza 4 (1-3)
| Rezultat     | Data       | Turniej      | Naw.   | Przeciwniczka     | Wynik          |
| Zwyciężczyni | 24/07/1988 | Fayetteville | Twarda | Tammy Whittington | 6:0, 6:3       |
| Finalistka   | 12/02/1989 | Midland      | Twarda | Shaun Stafford    | 3:6, 3:6       |
| Finalistka   | 03/02/1991 | Midland      | Twarda | Helen Kelesi      | 2:6, 2:6       |
| Finalistka   | 05/02/1994 | Midland      | Twarda | Brenda Schultz    | 2:6, 0:1 krecz |

### Gra podwójna 5 (3-2)
| Rezultat     | Data       | Turniej | Naw.   | Partnerka       | Przeciwniczki                | Wynik         |
| Finalistka   | 12/02/1989 | Midland | Twarda | Shaun Stafford  | Kim Il-soon Lee Jeong-myung  | 6:2, 2:6, 4:6 |
| Zwyciężczyni | 03/02/1991 | Midland | Twarda | Anne Smith      | Katrina Adams Helen Kelesi   | 7:5, 7:5      |
| Zwyciężczyni | 02/02/1992 | Midland | Twarda | Manon Bollegraf | Helen Kelesi Caroline Vis    | 6:3, 6:1      |
| Zwyciężczyni | 07/02/1993 | Midland | Twarda | Patty Fendick   | Jean Ceniza Caroline Delisle | 7:6(5), 6:2   |
| Finalistka   | 02/11/1997 | Austin  | Twarda | Debbie Graham   | Park Sung-hee Miho Saeki     | 4:6, 7:5, 2:6 |

## Finały juniorskich turniejów wielkoszlemowych

### Gra pojedyncza (1)
| Końcowy wynik | Rok  | Turniej   | Nawierzchnia | Przeciwniczka    | Wynik finału |
| Finalistka    | 1989 | Wimbledon | Trawiasta    | Andrea Strnadová | 2:6, 3:6     |

### Gra podwójna (4)
| Końcowy wynik | Rok  | Turniej   | Nawierzchnia | Partnerka         | Przeciwniczki                   | Wynik finału |
| Zwyciężczyni  | 1987 | US Open   | Twarda       | Kimberly Po       | Kim Il-soon Wang Shi-ting       | 6:4, 7:5     |
| Zwyciężczyni  | 1988 | US Open   | Twarda       | Kimberly Po       | Cathy Caverzasio Laura Lapi     | 6:3, 6:1     |
| Zwyciężczyni  | 1989 | Wimbledon | Trawiasta    | Jennifer Capriati | Andrea Strnadová Eva Sviglerova | 6:4, 6:2     |
| Zwyciężczyni  | 1989 | US Open   | Twarda       | Jennifer Capriati | Jo-Anne Faull Rachel McQuillan  | 6:0, 6:3     |